# Royal Bafokeng Stadium
Royal Bafokeng Stadium er et stadion i Rustenburg i Sydafrika, der bliver brugt til flere forskellige sportsgrene, blandt andet rugby og fodbold. Det blev indviet i 1999, og renoveret i 2009 op til Confederations Cup og VM i fodbold.
Ved Confederations Cup 2009, en slags generalprøve til det følgende års VM, var stadionet vært for fire kampe.

## VM i fodbold 2010
Stadionet var et af de ti, der blev udvalgt til at være vært for kampe ved VM i 2010. Her lagde det græs til fem indledende gruppekampe, samt én 1/8-finale. Blandt de indledende opgør på stadionet var Danmarks tredje kamp i Gruppe E, hvor holdet mødte Japan.